# KVV Thes Sport Tessenderlo
Ne pas confondre avec le K. VV Looi Sport Tessenderlo, un autre club de la localité qui exista de 1925 à 1997.
Maillots
Actualités
Dernière mise à jour : 6 mars 2025.
Le Koninklijke Voetbal Vereniging THES Sport Tessenderlo (ou K.VV THES Sport Tessenderlo) est un club belge de football basé à Tessenderlo. Fondé en 1972, ce club porte le matricule 3671. Ses couleurs sont le rouge et le bleu. Il tire son nom actuel d'une tentative de fusion non aboutie en 1999. Le club évolue en 1ste Nationale VV lors de la saison 2024-2025, ce qui constitue sa 8e saison disputée dans les séries nationales belges.

## Le Club
Le club fut fondé, le 14 juin 1942 sous le nom de Heidebloem VV Hulst. Il s'affilia rapidement à l'URBSFA qui lui attribua le matricule 3671. L'année suivante, des vestiaires furent bâtis à côté du terrain. Le club évolua longtemps dans les plus basses séries provinciales limbourgeoises.
En 1970, un Parc des Sports fut mis en chantier par la commune limbourgeoise d'Hulst. L'enceinte fut inaugurée en 1973. 
Reconnu Société Royale en 1992, le K. VV Heidebloem Hulst monta, pour la première fois, en P2 limbourgeoise, en 1994. Après avoir tenté de décrocher sa place parmi l'élite provinciale du Limbourg, le matricule 3671 fut relégué en P3, en 1998. Il avait terminé à la 12e place, mais vu que trois clubs limbourgeois furent relégués hors de Promotion, Hulst dut descendre à cause de l'effet de cascade (Promotion⇒P1 / P1⇒P2, etc.).

Ancien logo du K. VV Thes Sport Tessenderlo

En 1998, le club retrouva sa place au 2e niveau provinciale. L'année suivante des pourparlers débutèrent en vue de fusionner plusieurs clubs des environs de Tessenderlo. Les clubs présents aux négociations étaient le K. VV Heidebloem Hulst, le VK Penarol Engsbergen, Schoot Sport. Une abréviation fut imaginée THES (pour Tessenderlo Huslt Engsbergen Schoot). La fusion n'aboutit jamais, mais le club de Hulst conserve l'abréviation et devient K. VV THES Tessenderlo. Le VK Penarol Engsbergen est actif jusqu'en 2015. Tout en restant indépendant, il collabore avec le matricule 3671 concernant les équipes de jeunes. Finalement le matricule 7743 est englobé par le 3671 en juillet 2015. De son côté, Schoot Sport arrête ses activités en 2002.
En vue de la saison 2000-2001, le K. VV THES Tessenderlo déménagea vers les anciennes installations du K. VV Looi Sport Tessenderlo, un ancien club de la localité qui exista de 1925 à 1997.
En 2003, le matricule 3671 monta pour la première fois en 1e provinciale. Au terme de la saison 2004-2005, le club accéda aux séries nationales où il évolua quatre saisons consécutives avant d'être relégué en P1.

## Repères historiques
- 1942 : 14/06/1942, fondation de HEIDEBLOEM VOETBAL VERENIGING HULST[1].
- 1942 : 15/06/1942, HEIDEBLOEM VOETBAL VERENIGING HULST s'affilie à l'URBSFA sous la dénomination de VOETBAL VERENIGING HEIDEBLOEM HULST et se voit attribuer le numéro de matricule 3671.
- 1969 : 17/06/1969, fondation de VOETBAL KLUB PENAROL ENGSBERGEN qui s'affilie à une ligue amateur appelée "AVVV".
- 1972 : 13/05/1972, VOETBAL KLUB PENAROL ENGSBERGEN s'affilie à l'URBSFA et reçoit le numéro de matricule 7743.
- 1976 : 08/06/1976, fondation de SCHOOT SPORT. Le 23/07/1976, le club s'affilie à l'URBSFA qui lui attribue le numéro de matricule 8465.
- 1992 : 12/05/1992, VOETBAL VERENIGING HEIDEBLOEM HULST (3671) est reconnu Société Royale. Le 01/07/1992, VOETBAL VERENIGING HEIDEBLOEM HULST (3671) devient KONINKLIJKKE VOETBAL VERENIGING HEIDEBLOEM HULST (3671).
- 1999 : En raison d'une fusion planifiée entre KONINKLIJKKE VOETBAL VERENIGING HEIDEBLOEM HULST (3671), VOETBAL KLUB PENAROL ENGSBERGEN (7743) et SCHOOT SPORT (8465). KONINKLIJKKE VOETBAL VERENIGING HEIDEBLOEM HULST (3671) change sa dénomination et devient KONINKLIJKKE VOETBAL VERENIGING THES SPORT TESSENDERLO (3671). Finalement la fusion n'aura jamais lieu !
- 2015 : KONINKLIJKKE VOETBAL VERENIGING THES SPORT TESSENDERLO (3671) englobe VOETBAL KLUB PENAROL ENGSBERGEN (7743) pour former KONINKLIJKKE VOETBAL VERENIGING THES SPORT TESSENDERLO (3671).

## Résultats dans les divisions nationales
Statistiques mises à jour le 3 décembre 2024 (terme de la saison 2023-2024)

### Bilan
| Niv | Divisions     | Jouées | Titres | TM Up | TM Down |
| --- | ------------- | ------ | ------ | ----- | ------- |
| I   | 1re nationale | 0      | 0      |       |         |
| II  | 2e nationale  | 0      | 0      |       |         |
| III | 3e nationale  | 6      | 0      | 1     |         |
| IV  | 4e nationale  | 7      | 1      | 1     |         |
| V   | 5e nationale  | 0      | 0      |       |         |
|     |               |        |        |       |         |
|     | TOTAUX        | 13     | 1      | 2     | 0       |

- TM Up : test-match pour départager des égalités, ou toutes formes de Barrages ou de Tour final pour une montée éventuelle.
- TM Down : test-match pour départager des égalités, ou toutes formes de Barrages ou de Tour final pour le maintien.

### Saisons
| Ordre               | Saison  | Nom du club                  | Niveau                         | Classement final | Remarques             |
| ------------------- | ------- | ---------------------------- | ------------------------------ | ---------------- | --------------------- |
| 1                   | 2005-06 | K. VV THES Sport Tessenderlo | Promotion série C              | 8e/16            |                       |
| 2                   | 2006-07 | K. VV THES Sport Tessenderlo | Promotion série C              | 10e/16           |                       |
| 3                   | 2007-08 | K. VV THES Tessenderlo       | Promotion série C              | 9e/16            |                       |
| 4                   | 2008-09 | K. VV THES Tessenderlo       | Promotion série C              | 15e/16           | Relégué               |
| séries provinciales |         |                              |                                |                  |                       |
| 5                   | 2015-16 | K. VV THES Tessenderlo       | Promotion série C              | 3e/16            | Maintien au 4e niveau |
| 6                   | 2016-17 | K. VV THES Tessenderlo       | Division 2 Amateur VFV série B | 2e/16            | Tour final            |
| 7                   | 2017-18 | K. VV THES Tessenderlo       | Division 2 Amateur VFV série B | 1er/16           | Champion et promu     |
| 8                   | 2018-19 | K. VV THES Tessenderlo       | Division 1 Amateur             | 1er/16           | Tour final            |
| 9                   | 2019-20 | K. VV THES Tessenderlo       | Division 1 Amateur             | 2e/16            |                       |
| 10                  | 2020-21 | K. VV THES Tessenderlo       | Nationale 1                    | N/A              | Saison annulée !      |
| 11                  | 2021-22 | K. VV THES Tessenderlo       | Nationale 1                    | 10e/15           |                       |
| 12                  | 2022-23 | K. VV THES Tessenderlo       | Nationale 1                    | 10e/20           |                       |
| 13                  | 2023-24 | K. VV THES Tessenderlo       | Nationale 1                    | 7e/18            |                       |
| 14                  | 2024-25 | K. VV THES Tessenderlo       | Nationale 1 VV                 | .../16           |                       |